# Marian Spychalski
Marian Spychalski, poljski general in (od 1963) maršal Poljske * 1906, † 1980.
V obdobju od leta 1968 do decembra 1970 je bil predsednik Državnega sveta LR Poljske (PRL), torej državni poglavar.